# Poiano (Castel Goffredo)
Poiano (Poià in dialetto alto mantovano) è una frazione del comune di Castel Goffredo, in provincia di Mantova, distante 3 km dal capoluogo e ad ovest da esso, sulla strada provinciale 6 per Acquafredda.

## Origini del nome
Il nome di Poiano deriva dal latino pullus, terreno molle.

## Storia
La località, nota sin dal 1337, è percorsa dal torrente Ressico ed è conosciuta per vari ritrovamenti archeologici.
Una ceramica appartenuta all'età del bronzo e un vaso a forma di otre o askos, rinvenuto a poca distanza dall'oratorio di Santa Maddalena, del 1729, fa pensare ad una presenza di insediamenti di epoca etrusca.
Nella stessa zona, alla fine del Novecento, è venuta alla luce un'ara votiva in marmo di un periodo compreso tra il I secolo a.C. ed il I secolo d.C. dedicata a Mercurio e conservata nel Municipio di Castel Goffredo, riportante la seguente iscrizione: L.V.I. / MERCUR / V.S.L.M.